# Lambadi
Język lambadi, lamani, bandżara, bandżuri – język koczowniczego indyjskiego ludu Bandżara, spokrewniony z dialektami radżastańskimi, lecz używany głównie na terenie stanów Andhra Pradeś, Karnataka i Maharashtra. Nadawane są audycje radiowe w tym języku. Posiada kilka dialektów: bahrupia, labanki, kakeri.